# Erik Bjornsen
Erik Bjornsen (* 14. Juli 1991 in Winthrop) ist ein ehemaliger US-amerikanischer Skilangläufer.

## Werdegang
Bis 2014 nahm Bjornsen vorwiegend am Nor-Am Cup und der US Super Tour teil. Dabei holte er 12 Siege und konnte in der Saison 2012/13 und 2013/14 den zweiten Platz in der Gesamtwertung der US-Super Tour belegen. Bei den US-amerikanischen Skilanglaufmeisterschaften 2011 in Stowe gewann er Silber im 20-km-Massenstartrennen. Sein erstes Weltcuprennen lief er im Dezember 2012 in Québec, welches er mit dem 66. Platz im Sprint beendete. Bei den US-amerikanischen Skilanglaufmeisterschaften 2013 in Midway gewann er einmal Gold und zweimal Silber. Seine besten Ergebnisse bei den nordischen Skiweltmeisterschaften 2013 in Val di Fiemme waren der 48. Rang über 15 km Freistil und den 14. Platz im Teamsprint. Im Februar 2014 konnte er mit dem 18. Platz in Toblach über 15 km klassisch seine ersten Weltcuppunkte gewinnen. Bei den US-amerikanischen Skilanglaufmeisterschaften 2014 in Soldier Hollow holte er Gold über 15 km klassisch und Silber im Sprint. Seine besten Resultate bei den Olympischen Winterspielen 2014 in Sotschi waren der 11. Platz mit der Staffel und der sechste Platz im Teamsprint. Bei den nordischen Skiweltmeisterschaften 2015 in Falun waren der 28. Platz im Skiathlon und der 11. Rang mit der Staffel seine besten Ergebnisse. Nach Platz 46 bei der Nordic Opening in Ruka zu Beginn der Saison 2015/16, belegte er den 41. Platz bei der Tour de Ski 2016 und den 42. Rang bei der Ski Tour Canada. Im März 2016 wurde er US-amerikanischer Meister über 50 km. In der Saison 2016/17 errang er den 57. Platz bei der Weltcup Minitour in Lillehammer und den 25. Platz beim Weltcup-Finale in Québec. Seine besten Platzierungen bei den nordischen Skiweltmeisterschaften 2017 in Lahti waren der 18. Platz über 15 km klassisch, der zehnte Rang mit der Staffel und der fünfte Platz zusammen mit Simeon Hamilton im Teamsprint. In der folgenden Saison lief er auf den 26. Platz beim Ruka Triple und auf den 38. Rang beim Weltcupfinale in Falun. Zudem erreichte er in Seefeld in Tirol mit dem neunten Platz im 15-km-Massenstartrennen seine einzige Top-Zehn-Platzierung im Weltcupeinzel. Seine besten Resultate bei den Olympischen Winterspielen 2018 in Pyeongchang waren der 25. Platz im Sprint und der sechsten Rang zusammen mit Simeon Hamilton im Teamsprint.
In der Saison 2018/19 belegte Bjornsen den 32. Platz beim Lillehammer Triple und den 20. Rang beim Weltcupfinale in Québec. Dabei errang er in Lillehammer den dritten Platz in der Verfolgung und erreichte den 52. Platz im Gesamtweltcup. Bei den nordischen Skiweltmeisterschaften 2019 in Seefeld in Tirol lief er auf den 17. Platz über 15 km klassisch, auf den neunten Rang mit der Staffel und zusammen mit Simeon Hamilton auf den achten Platz im Teamsprint. Anfang April 2019 wurde er in Presque Isle US-amerikanischer Meister im Massenstartrennen über 50 km Freistil. In der Saison 2019/20 wurde er US-amerikanischer Meister im 30-km-Massenstartrennen und nahm in Ruka sowie in Lillehammer letztmals im Weltcup teil, wobei er den 25. Platz beim Ruka Triple sowie in Lillehammer den 39. Platz im Skiathlon und den neunten Platz mit der Staffel errang.

## Siege bei Continental-Cup-Rennen
| Nr. | Datum             | Ort            | Disziplin                     | Serie         |
| --- | ----------------- | -------------- | ----------------------------- | ------------- |
| 1.  | 4. Januar 2013    | Midway         | 15 km Freistil 1              | US Super Tour |
| 2.  | 4. April 2013     | Truckee        | 3,1 km Freistil               | US Super Tour |
| 3.  | 8. April 2013     | Truckee        | 2 km Freistil Bergverfolgung  | US Super Tour |
| 4.  | 15. Dezember 2013 | Rossland       | Sprint Freistil               | Nor-Am-Cup    |
| 5.  | 4. Januar 2014    | Soldier Hollow | 15 km klassisch 1             | US Super Tour |
| 6.  | 21. März 2015     | Sun Valley     | 15 km klassisch               | US Super Tour |
| 7.  | 22. März 2016     | Craftsbury     | Sprint klassisch              | US Super Tour |
| 8.  | 26. März 2016     | Craftsbury     | 50 km klassisch Massenstart 1 | US Super Tour |
| 9.  | 24. März 2018     | Craftsbury     | 15 km Freistil Massenstart    | US Super Tour |
| 10. | 28. März 2018     | Craftsbury     | 50 km klassisch Massenstart 1 | US Super Tour |
| 11. | 30. März 2019     | Presque Isle   | 15 km klassisch Massenstart   | US Super Tour |
| 12. | 2. April 2019     | Presque Isle   | 50 km Freistil Massenstart 1  | US Super Tour |
| 13. | 5. Januar 2020    | Houghton       | 30 km klassisch Massenstart 1 | US Super Tour |

## Teilnahmen an Weltmeisterschaften und Olympischen Winterspielen

### Olympische Spiele
- 2014 Sotschi: 11. Platz Staffel, 38. Platz 15 km klassisch, 39. Platz Sprint Freistil, 41. Platz 30 km Skiathlon
- 2018 Pyeongchang: 6. Platz Teamsprint Freistil, 25. Platz Sprint klassisch, 41. Platz 15 km Freistil, 42. Platz 30 km Skiathlon

### Nordische Skiweltmeisterschaften
- 2013 Val di Fiemme: 14. Platz Teamsprint Freistil, 48. Platz 15 km Freistil, 51. Platz Sprint klassisch, 52. Platz 50 km klassisch Massenstart
- 2015 Falun: 11. Platz Staffel, 28. Platz 30 km Skiathlon, 43. Platz 50 km klassisch Massenstart, 47. Platz 15 km Freistil
- 2017 Lahti: 5. Platz Teamsprint klassisch, 10. Platz Staffel, 18. Platz 15 km klassisch, 36. Platz Sprint Freistil
- 2019 Seefeld in Tirol: 8. Platz Teamsprint klassisch, 9. Platz Staffel, 17. Platz 15 km klassisch

## Platzierungen im Weltcup

### Weltcup-Statistik
Die Tabelle zeigt die erreichten Platzierungen im Einzelnen.
- 1.–3. Platz: Anzahl der Podiumsplatzierungen
- Top 10: Anzahl der Platzierungen unter den ersten zehn
- Punkteränge: Anzahl der Platzierungen innerhalb der Punkteränge
- Starts: Anzahl gelaufener Rennen in der jeweiligen Disziplin
- Hinweis: Bei den Distanzrennen erfolgt die Einordnung gemäß FIS.

| Platzierung         | Distanzrennen a | Distanzrennen a | Distanzrennen a | Distanzrennen a | Distanzrennen a | Skiathlon Verfolgung | Sprint | Etappen- rennen b | Gesamt | Team c | Team c  |
| Platzierung         | ≤ 5 km          | ≤ 10 km         | ≤ 15 km         | ≤ 30 km         | > 30 km         | Skiathlon Verfolgung | Sprint | Etappen- rennen b | Gesamt | Sprint | Staffel |
| ------------------- | --------------- | --------------- | --------------- | --------------- | --------------- | -------------------- | ------ | ----------------- | ------ | ------ | ------- |
| 1. Platz            |                 |                 |                 |                 |                 |                      |        |                   |        |        |         |
| 2. Platz            |                 |                 |                 |                 |                 |                      |        |                   |        |        |         |
| 3. Platz            |                 |                 |                 |                 |                 | 1                    |        |                   | 1      |        |         |
| Top 10              |                 |                 | 1               |                 |                 | 1                    |        |                   | 2      | 1      | 3       |
| Punkteränge         |                 | 1               | 11              | 1               |                 | 9                    | 9      | 4                 | 35     | 6      | 6       |
| Starts              | 1               | 8               | 36              | 3               | 3               | 25                   | 50     | 11                | 137    | 6      | 6       |
| Stand: Karriereende |                 |                 |                 |                 |                 |                      |        |                   |        |        |         |

### Weltcup-Gesamtplatzierungen
| Saison  | Gesamt | Gesamt | Distanz | Distanz | Sprint | Sprint |
| Saison  | Punkte | Platz  | Punkte  | Platz   | Punkte | Platz  |
| ------- | ------ | ------ | ------- | ------- | ------ | ------ |
| 2013/14 | 13     | 133.   | 13      | 85.     | -      | -      |
| 2014/15 | 7      | 136.   | -       | -       | 7      | 82.    |
| 2015/16 | 32     | 97.    | 15      | 67.     | 17     | 65.    |
| 2016/17 | 57     | 80.    | 38      | 61.     | 7      | 80.    |
| 2017/18 | 121    | 50.    | 74      | 38.     | 37     | 42.    |
| 2018/19 | 113    | 52.    | 84      | 36.     | 7      | 79.    |
| 2019/20 | 16     | 114.   | 4       | 90.     | -      | -      |